# 電脳戦士 土管くん
『土管くんシリーズ』（どかんくんしりーず）とは、蛙男商会がAdobe Flashで制作したアニメである。
『古墳GALのコフィー』のキャラクター「ピーター・カーネギー」が主人公になった作品。2007年1月15日よりテレビ東京系のファイテンション☆デパート内で放送された。
2007年7月7日より続編『進め!!土管くん』がファイテンション☆スクール内で放送、2008年4月5日より同年9月27日まで『進め!!土管くん』の続編『たたかえ!土管くん』がファイテンション☆テレビ内で放送された。
『たたかえ!土管くん』終了後は『蔵出し土管くん』として、10月4日から半年間FROGMAN自身が厳選してファイテンション☆テレビ内で再放送されていた。
2010年10月からはBSフジで毎週日曜26時20分〜30分に『電脳戦士 土管くん』を単独で放送。
その後、NHK『デジスタ・ティーンズ』内で土管くんの新作シリーズ『とびだせ!土管くん』が2011年10月26日から2012年3月14日まで放送された。そのため、土管くんシリーズはテレビ東京・フジテレビ・NHKの3系列で放送された。

## 登場人物

### レギュラー
土管くん
本作の主人公、操縦する人によって操られている土管。しかし、操縦する人がいなくても頭部のレバーを土管くんが自ら操作する自動操縦モードで動くことができる。操縦席は畳になっている。
ピーターの弟になって欲しいというパパのお願いを聞いたため、カーネギー家の「次男」になった。ピーターを「ゲンタ兄ちゃん」と呼ぶ。
『とびだせ!土管くん』第14話では操縦する人の指示で動いていたこと、操縦席が飲食禁止だったこと、乗った人の精神（本心）とシンクロされてその人の特徴が拡大解釈されて動きに反映されることが判明した。第15話ではスマートフォンだったことが判明し大昔は手の平サイズだったという。また元は山で生えた土管だったが山に来たおじいさんに2週間もかけてノコギリで切られた結果、回路がおかしくなり、操縦する人の身内が迎えに行くたび暴れたという。
背面を開けるとタワー型パソコンのようなものがあり、CD-ROM型のアプリケーションディスクをインストールして機能を追加したり、腹部にある液晶テレビにDVDビデオを表示することが可能で、Dokandows XP（Microsoft Windows XPのパロディ）を標準装備。『進め!土管くん』では、Dokandows Vista（やはりMicrosoft Windows Vistaのパロディ）にアップグレードされている。『たたかえ!!土管くん』ではカードでインストールして機能を追加したりするようになったが、第5話で実はカードは無意味なような描写がなされピーターに「一体このカードは何なの！？」とツッコまれていた。『とびだせ!土管くん』ではボディーが黄色くなり、Dokandowsの部分は、デジスタティーンズ内でのFROGMAN曰く「スマートフォンのような物」になった。
ピーター・カーネギー
本作のもう一人の主人公。目が白目。『古墳GALのコフィー』からの使いまわしキャラクター。私立熊手川学園の小学4年生。『とびだせ!土管くん』では服装がカジュアルになった。
パパが自分のことを「ゲンタ」と呼ぶのを「ゲンタじゃないよピーターだよ」と言うなど、ボケまくる周りの人々にツッコミ続ける良識派とも言える少年（途中で受け入れたのか何なのか「ゲンタ」と呼ばれてもツッコまない事が多い）。『電脳戦士 土管くん』第5話のお見合いの回では操縦する人のお見合い相手に操縦する人、本人の前で平然と「操縦する人なんておおよそ結婚相手としては問題外な人」と毒吐いたりした事もあった。何かと起こる災難や破天荒な人々（主にパパと土管くん）に振り回されることが多い苦労人。
初期の頃は『秘密結社鷹の爪』の吉田君の声に近かったが、次第に外国人訛りの口調で声のトーンも高くなっていき、語尾に「〜かよ!」というツッコミが多くなる。また、後半になるにつれてもはやツッコむのにも疲れてきたのか、ツッコミを通り越して暴言を吐くこともあった。
同級生のスージーに思いを寄せているが、その気持ちは土管くんのひみつ花火によりずいぶんと派手な告白をさせられてしまった。
いつも不機嫌そうな表情だが『電脳戦士 土管くん』第11話で初めて笑顔を見せ、『進め!土管くん』第7話では大爆笑した。
ピーターのパパ（カーネギー家のパパ）
ピーターの事を常に「ゲンタ」と呼ぶ（軍人ぶる時は「二等兵」と呼ぶ）、ピーターのパパ。「どっすこ〜い」が口癖。ピーターと同じく『古墳GALのコフィー』からの使いまわしキャラクター。常に右手を挙げている。自分に非があるような状況になるとピーターに責任を擦り付ける。
会社員だったが、社長の奥さんを水餃子に似ていると言ったため会社をクビになった。しかしピーターに社長の奥さんの写真を見せたところ本当に顔が水餃子に似ていた。「蛙男商会の本」によると現在は「パイロット」をしているらしい。
ピーターに時々「バカプリャハー!」と飛び込んでくる。

かなりの天然ボケで、事あるごとにピーターにキャッチボールをしようと声をかけているが、ピーターはそれを嫌がっている。
「しらばっくれる」がどうしても上手く言えない。
操縦する人
土管くんの操縦をする人。首がぐだんぐだんで土管くんの動きに合わせてガクガクと動く。
物語のオチとしてひどい目にあう事が多いが、どれだけボロボロにされても基本的に動じない（『たたかえ!!土管くん』では棒高跳びの棒が土管くんの自分の乗ってる操縦席の目の前の近くに刺さった時や雷が落ちて来た時、弓矢にされた時は非常に驚いていた。『とびだせ!土管くん』第15話では土管くんに打ち上げられた時は声付きで驚いていた）、ある意味無敵の体と心の持ち主。土管くんが帽子等の被り物をした時は息苦しそうにモゴモゴしている。
普段は無口だが『電脳戦士 土管くん』第11話で土管くんに応援の言葉を言った（見た目に似合わず声は渋い）。また11話では、土管くんが独り立ちする発言をした後、不要な存在になったため「無意味な人」と呼ばれていた。
『たたかえ!!土管くん』第13話では兄の組織に居たが裏切って抜けたこと、本編では明かされてないが「蛙男商会の本」では実は科学者であることが明かされた。

『とびだせ!土管くん』の第15話では大昔に『竹取物語』のパロディ的に山で幸運垂直に生えた光る土管（土管くん）から生まれたことが判明した。
『とびだせ!土管くん』では服の色が緑色に変わり、エンディングの最後に「またね!!」と書かれた用紙と共にその台詞を言うようになった（やはり声は渋い）。基本的には使い回しだが、第7話では台詞は一緒だがサンタの衣装を来て「よいお年を」と書かれた用紙を持っていた。第15話では「終」と書かれた用紙を持ち「終わり」と発言した。
TOHOシネマズの鷹の爪のマナームービー第一弾で後ろの席に座る吉田に、自分の席を蹴飛ばされて首がぐだんぐだんする人として出演した。
ピーターのママ（カーネギー家のママ）（声 - 小室亜沙）
地獄を絡めたひどい事を言うのが大好きなセクシーママ。
後にほとんど登場しなくなり『進め!!土管くん』第8話ではなんと実家に帰ってしまった事が明らかになったが『たたかえ!!土管くん ロボリンピック編』では解説者として登場した。
スージー（声 - 小室亜沙）
ピーターのクラスメイトでリボンを付けた女の子。将来の夢は占い師（実はドス黒い）になることで、クラスでは土管くんとピーターの良き理解者。
『進め!!土管くん』第6話で土管くんのひみつ花火により、ピーターの気持ちを知り赤面するも、彼女はお金持ちが好きでピーターよりもヒルズの方が好きという事が判明した。
以前はタッチが少し雑な感じだったが『とびだせ!土管くん』ではしっかりとしたタッチに変わった。
ヒルズ
ピーターのクラスメイト。大金持ちで、いつもピーターを邪魔する。
『電脳戦士 土管くん』第11話では、第2話で木から落ちそうになった彼とビーストを助けてくれた（実際には土管くんに木のてっぺんから投げられて二人の下敷きになった）操縦する人に借りを返そうと建物の破片の下敷きになっていた操縦する人をビーストと共に助けてあげた。
ビースト
ピーターのクラスメイト。文字通りビーストな風貌で身長180cm、体重100kgを超えるヒルズの用心棒的存在。
しかし見た目ほど凶暴でもなく、むしろクラスではあまり目立たない存在でもあるが『電脳戦士 土管くん』第8話ではメインキャラとなった。
得意技はパロ・スペシャル。習字が苦手。
熊手川校長
アバンギャルドな校長。草履にローラースケートがくっ付いた様な靴を履いており、自分の都合が悪くなると相手（主にパスカル先生）を吹き矢で仕留める。
生徒に何かを言い聞かせる際には明らかに間違ったウンチクを聞かせる上に、自分の言った言葉を変な方向に妄想して「汚らわしい」と赤面することもしばしば。
教育論を熱い情熱を以て語るが、いざとなれば自分の責任を他人に平気でなすりつけたり、サラ金から大量の借金をし子供に変装してごまかすなど、おおよそ教育者としてはふさわしくない面を持つ。
『たたかえ!!土管くん ロボリンピック編』では「?」の文字が入った鉄仮面と普段の服が黒くなった物を羽織り自らを「ベアクローリバー」と名乗り、ロボリンピックの裏話を語った。なお変装時の格好は土管くん以外には正体がモロバレだった。

ちなみに『秘密結社鷹の爪』第7話で吉田君がイメージした校長先生は「頭がはげてておなかが出てて、こっそり女性用の下着を穿いている」と話していたが見事に校長が該当してしまった。
パスカル先生
ピーター達のクラスの担任教師。『部長ハシビロ耕作』の課長と同じく、着彩が雑ではみ出していたり塗り残しが多い。目を閉じた様な外見をしているが、驚いたときなどは叫び声と共に開眼する。
地理に詳しく「スタイリッシュで知的な教師」と自称しているが、熊手川校長の吹き矢のターゲット（操縦する人やロボリンピック参加者のロボに吹き矢をされた事もある）にされたり（ちりとりで熊手川校長に跳ね返したこともあったが、このときはビーストに八つ当たりでパロ・スペシャルをかけられた）、ピーターのパパの藁人形で呪いを掛けられたり、ビーストにパロ・スペシャルをかけられたり、熱暴走した土管くん（この時の土管くんは「ゼラチン人間にされるやつゃ〜!」と意味不明な事を言っていた）に襲われるなどといった悲惨な目にあう事が多い。
毎回登場するたびに生徒達を「ハ～イ○○な子供たち～！」と壮大に罵倒して挨拶する。たとえ話がわかりづらい。また、生徒にジョークやダジャレなどを突っ込まれると早口になってムキになる。
週に一回食べるシュークリームが楽しみのようだが、作中では「鮭とイクラをふんだんに使った北海道親子シュークリーム」などというとんでもなく不味そうなものを食べようとしていた（ちなみにこのシュークリームは熱暴走した土管くんに潰され、一口も食べられなかった）。
『進め!!土管くん』第13話では、前から交際していた「みつえ」という女性とめでたく結婚した。
『古墳GALのコフィー』では、劇場版に必ず彼がスター・システムで別人として登場している。
なお、パスカル先生の声は初期はかん高い声が特徴だったが後半からは『京浜家族』のト津川聡とほぼ同じ声になっていた。

### ゲストキャラクター

#### 電脳戦士 土管くん
小島コツ太朗
第3話に登場。ヒルズの父が所有しているF-1チームに所属している世界最速のドライバー。
ちなみに彼の言うF-1とは「フォーミュラ-ワン」ではなく「ファンタスティック-ワン」と言う意味らしい。
風貌はあしたのジョーの矢吹丈をモチーフにしている。
梅林百合子
第5話に登場。パパの取引先の社長が操縦する人とお見合いさせようとした女性。操縦する人とお見合いする前には猫や犬ともお見合いしていた。
趣味は読書と二つ折り携帯電話を四つ折りにすること。
梅林百合子の父
第5話に登場。百合子と土管くんが自己紹介をしている間に、パパと二人で酒を飲んで盛り上がっていた。
ピーターを「うなちんボーイ」と呼んでいる。
さだお
第5話に登場。梅林百合子の父のライバル会社の社長。百合子と結婚する理由は、会社を乗っ取るためだと言われた。
しかし本人にそんな意思はなく、全てを捨てて百合子と外国で暮らす道を選んだ。
ヒルズチームの野球選手達
第6話に登場。広場をかけて野球で勝負する際、ピーター達地元の小学生を集めたチームに対してヒルズが集めた選手達。
プロ野球選手はもちろん、メジャーリーガーも数人いる。
川町和子
第7話に登場。熊出川校長の古い知り合いである。井戸に落ちて死に、幽霊になってしまった。
元ネタはリングの登場人物「山村貞子」。
桜川先生
第8話に登場。熊手川学園の書道の先生。教師に向いていないのか桜川先生の授業は崩壊していた。
大学時代から付き合っていた人とカナダで結婚するため、教師をやめることになった。
お隣のご主人
第10話に登場。パパは仲が良いと自負しているが、ピーターは金属バットで殴り合っているのを目撃した。
パパがご主人の悲鳴と何かが割れる音を聞き、殺されたと推理した。しかし、割れた音とはご主人が陶芸で納得いかない壺を自ら割っていた音だったことが判明した。
お隣の奥さん
第10話に登場。パパは奥さんがご主人を殺したと推理した。
変装した土管くんを怪しむも「隣の子供（ピーター）がうなちんボーイですから」と言い納得させた。
庭にある小屋に近づくと竹刀で百回叩くと普段から家政婦に言っている。
お隣の家政婦
第10話に登場。お隣の事情を暴くために土管くんと操縦する人が変装した。
本人はパパが縛り上げたため、ピーターから「そっちの方が犯罪だよ！」とツッコまれた。
宇宙怪獣ベラフォンテ
第11話に登場。宇宙を漂う無法者でなんでも破壊する典型的な宇宙怪獣。
最期は土管くんの必殺技「グレート土管キャノン」で倒された。
なお、ベラフォンテが倒されるシーンは『秘密結社鷹の爪 THE MOVIE 総統は二度死ぬ』からの流用である。

#### 進め!!土管くん
宇宙人
第5話に登場。野菜泥棒の犯人で、土管くんにそっくりな機械に乗っている。
巻尺くん
第7話に登場。土管くんの遠い親戚で、モンゴルに住んでいる。
頭部には操縦する人ではなく「操縦する猫」が座っている。
貝塚
第9話に登場した考古学者。

#### たたかえ!土管くん
操縦する兄
操縦する人の兄。弟と違いよく喋り、土管くんより強い「鉄管くん」を操縦する。
ロボリンピック編の初期以降、謎のまま登場しなくなった。そもそもロボリンピック編自体ピーターのパパの夢オチなので実在の人物なのか不明である。また『とびだせ!土管くん』では操縦する人の妹が登場したが、兄妹の話になっても彼に関する発言は無かった。
ロボリンピック参加選手
さまざまな（架空の）国から参加している。
第26話でピーターが「メタリカ合衆国」を「コメリカ合衆国」と言っているが、どんな事情があったかは不明である。

#### とびだせ!土管くん
サンチェス爺さん
第3話に登場。元ネタはヘミングウェイの『老人と海』。カリブ海でウニの軍艦巻きをキャッチすることにかけては右に出る者がいない老人。
40年に一度現れる、大きさは通常の700倍、大の大人が10人がかりで半月かかって食べ尽くすという「伝説のウニの軍艦巻き」をキャッチする為に来日した。
そして、見事に伝説の軍艦巻きを持ち上げたものの「1枚100万円の皿」と聞くや否やキャッチ&リリースした。
マリア
第3話に登場。サンチェス爺さんの愛妻。40年前に伝説のウニの軍艦巻きに巻き込まれてしまうが、命に別状はなかった。
しかし寿司に巻き込まれた様子が写真付きでツイートされてしまい、恥ずかしくてしばらく表を歩けなかった（ピーター曰く「もうみんなバカすぎてウンザリだよ!」）。
前川夫妻
第6話に登場。
受験生
第9話に登場。

## 第1期（電脳戦士 土管くん） 各話タイトル
| 話数   | 放送日        | サブタイトル       |
| ------ | ------------- | ------------------ |
| 第1話  | 2007年1月15日 | 土管くん登場!!     |
| 第2話  | 2007年1月22日 | 土管くん学校へ行く |
| 第3話  | 2007年1月29日 | サーキットの土管   |
| 第4話  | 2007年2月5日  | 埋蔵金を探せ!!     |
| 第5話  | 2007年2月12日 | お見合い土管       |
| 第6話  | 2007年2月19日 | 野球土管           |
| 第7話  | 2007年2月26日 | 呪いの土管         |
| 第8話  | 2007年3月5日  | ビースト・ラブ     |
| 第9話  | 2007年3月12日 | 働け土管くん!      |
| 第10話 | 2007年3月19日 | 土管は見た!        |
| 第11話 | 2007年3月26日 | 戦え電脳戦士!      |

## 第2期（進め!!土管くん） 各話タイトル
| 話数   | 放送日        | サブタイトル   |
| ------ | ------------- | -------------- |
| 第1話  | 2007年7月7日  | 七夕土管       |
| 第2話  | 2007年7月14日 | ドッチ土管     |
| 第3話  | 2007年7月21日 | 熱暴走土管     |
| 第4話  | 2007年7月28日 | 虫取れ土管     |
| 第5話  | 2007年8月4日  | キャンプ土管   |
| 第6話  | 2007年8月11日 | 花火土管       |
| 第7話  | 2007年8月18日 | 南極土管       |
| 第8話  | 2007年8月25日 | 宿題土管       |
| 第9話  | 2007年9月1日  | 発掘土管       |
| 第10話 | 2007年9月8日  | 秘密基地土管   |
| 第11話 | 2007年9月15日 | 潜水土管       |
| 第12話 | 2007年9月22日 | 鶴の恩返し土管 |
| 第13話 | 2007年9月29日 | ブライダル土管 |

## 第3期（たたかえ!土管くん 激闘編） 各話タイトル
| 話数   | サブタイトル   |
| ------ | -------------- |
| 第1話  | 鍋ロボ         |
| 第2話  | 信号ロボ       |
| 第3話  | 人工衛星ロボ   |
| 第4話  | ふとんロボ     |
| 第5話  | 五月人形ロボ   |
| 第6話  | れいぞうこロボ |
| 第7話  | テレビロボ     |
| 第8話  | 公衆電話ロボ   |
| 第9話  | 体育館ロボ     |
| 第10話 | 植木鉢ロボ     |
| 第11話 | 電子レンジロボ |
| 第12話 | 消火器ロボ     |
| 第13話 | 鉄管ロボ       |

## 第4期（たたかえ!土管くん ロボリンピック編） 各話タイトル
※話数は第3期の続き
| 話数   | サブタイトル     |
| ------ | ---------------- |
| 第14話 | 開会式           |
| 第15話 | 柔道             |
| 第16話 | 円盤投げ         |
| 第17話 | 最新体操         |
| 第18話 | 100M自由形       |
| 第19話 | ぜつ棒           |
| 第20話 | 借り物競走       |
| 第21話 | カーリング       |
| 第22話 | シンクロ・前編   |
| 第23話 | シンクロ・後編   |
| 第24話 | 飛び込み         |
| 第25話 | アーチェリー     |
| 第26話 | さよなら土管くん |

## 第5期（とびだせ!土管くん） 各話タイトル
| 話数   | サブタイトル               |
| ------ | -------------------------- |
| 第1話  | GTR48                      |
| 第2話  | 下着泥棒を捕まえろ!        |
| 第3話  | 老人とウニ                 |
| 第4話  | 楽しい経済                 |
| 第5話  | 学園の七不思議             |
| 第6話  | 競技離婚                   |
| 第7話  | 鍋ストーリーは突然に       |
| 第8話  | 迷子の大人たち             |
| 第9話  | 夜鳴きそばだよ全員集合!    |
| 第10話 | ドロケーフェスティバル2012 |
| 第11話 | ナシゴレン                 |
| 第12話 | バレーボール               |
| 第13話 | イカロスのように           |
| 第14話 | 操縦するものたちへ         |
| 第15話 | さらば土管くん             |

## 土管くんの番外編
- チャンプ土管（ファイテンション☆デパート DVD第3巻に収録）
- スージーの土管くん誕生秘話（ファイテンション☆デパート DVD第3巻に収録）
- そば土管（土管くんコンプリートBOXに収録）
- 給食センターの悪化した人間関係（とびだせ!土管くん DVD収録）
- 公衆電話ロボの昔話（とびだせ!土管くん DVD収録）

## スタッフ
- 監督・脚本・企画・構成：FROGMAN
- 脚本:中野守
- 演出:いぬしげ
- アニメーション:山脇光太郎、堤心平、いぬしげ
- 音楽：manzo
- 声の出演：FROGMAN（男性キャラ）、亜沙（女性キャラ）
- 『教えて!土管くん』企画協力:毎日小学生新聞

## DVD
- 土管くんコンプリートBOX （2009年3月20日発売）
  - 2000個限定発売、DVD3枚組
- 土管くん 1本目 （2009年8月21日発売）
- 土管くん 2本目（2009年8月21日発売）
- とびだせ!土管くん （2012年8月24日発売）